# Hochgeschwindigkeitsstrecke Ankara–Istanbul
| |                      |                         |                         |
| Streckenlänge: | 533 km               |                         |                         |
| Spurweite: | 1435 mm (Normalspur) |                         |                         |
| Stromsystem: | 25 kV, 50 Hz ~       |                         |                         |
| Maximale Neigung: | 16 ‰                 |                         |                         |
| Minimaler Radius: | 3500 m               |                         |                         |
| Streckengeschwindigkeit: | 250 km/h             |                         |                         |
| |                      |                         |                         |
| \| \| \| von Sivas \| \| \| \| 0 \| Ankara \| Ankara \| \| \| \| Anatolische Eisenbahn \| \| \| \| 24 \| Sincan \| Sincan \| \| \| \| Anatolische Eisenbahn \| \| \| \| 39 \| Esenkent \| Esenkent \| \| \| \| \| \| \| \| 245 \| Eskişehir \| Eskişehir \| \| \| \| Anatolische Eisenbahn \| \| \| \| 275 \| İnönü \| İnönü \| \| \| 329 \| Vezirhan \| Vezirhan \| \| \| 433 \| Köseköy \| Köseköy \| \| \| 489 \| Gebze \| Gebze \| \| \| 533 \| Istanbul-Pendik \| Istanbul-Pendik \| \| \| \| Marmaray/Bosporustunnel \| \| |                      |                         |                         |
| Strecke |                      | von Sivas               | von Sivas               |
| Bahnhof | 0                    | Ankara                  | Ankara                  |
| Abzweig geradeaus und nach links |                      | Anatolische Eisenbahn   | Anatolische Eisenbahn   |
| Blockstelle | 24                   | Sincan                  | Sincan                  |
| Abzweig geradeaus und von links |                      | Anatolische Eisenbahn   | Anatolische Eisenbahn   |
| Blockstelle | 39                   | Esenkent                | Esenkent                |
| Strecke |                      |                         |                         |
| Bahnhof | 245                  | Eskişehir               | Eskişehir               |
| Abzweig geradeaus und nach links |                      | Anatolische Eisenbahn   | Anatolische Eisenbahn   |
| Bahnhof | 275                  | İnönü                   | İnönü                   |
| Blockstelle | 329                  | Vezirhan                | Vezirhan                |
| Blockstelle | 433                  | Köseköy                 | Köseköy                 |
| Blockstelle | 489                  | Gebze                   | Gebze                   |
| Kopfbahnhof Strecke ab hier außer Betrieb | 533                  | Istanbul-Pendik         | Istanbul-Pendik         |
| Strecke (außer Betrieb) |                      | Marmaray/Bosporustunnel | Marmaray/Bosporustunnel |

Die Hochgeschwindigkeitsstrecke Ankara–Istanbul ist eine Neubaustrecke der TCDD, die in mehreren Bauabschnitten zwischen der Hauptstadt der Türkei und ihrer größten Stadt errichtet wurde. Die Inbetriebnahme erfolgte am 25. Juli 2014, seitdem verbindet der Yüksek Hızlı Tren (Hochgeschwindigkeitszug) die beiden Städte mit einer Fahrzeit von etwas mehr als vier Stunden.

## Geschichte

### Planung
Mitte 2001 stimmte die türkische Regierung Plänen für eine Hochgeschwindigkeitsstrecke zwischen Istanbul und Ankara zu. Die Strecke sollte für eine Höchstgeschwindigkeit von 230 km/h ausgelegt sein und bis 2006 fertiggestellt werden.

### Bau
Die Neubaustrecke wurde von der TCDD errichtet. Sie ist 533 Kilometer lang, zweigleisig, für 250 km/h ausgelegt und mit 25 kV Einphasenwechselspannung bei 50 Hz elektrifiziert. 55 Brücken und 43 Tunnel waren bis zur Fertigstellung der Strecke zu errichten. Das Projekt gliederte sich in verschiedene Abschnitte:
| Abschnitt          | Länge km | Eröffnung     |
| ------------------ | -------- | ------------- |
| Ankara–Sincan      | 24       | 25. Juli 2014 |
| Sincan–Esenkent    | 15       | 25. Juli 2014 |
| Esenkent–Eskişehir | 206      | 13. März 2009 |
| Eskişehir–İnönü    | 30       | 25. Juli 2014 |
| İnönü – Vezirhan   | 54       | 25. Juli 2014 |
| Vezirhan–Köseköy   | 104      | 25. Juli 2014 |
| Köseköy–Gebze      | 56       | 25. Juli 2014 |
| Gebze–Pendik       | 44       | 25. Juli 2014 |

Der Bau des ersten Abschnitts zwischen Esenkent und Eskişehir begann am 10. Dezember 2003. Ursprünglich war er als Ausbaustrecke geplant, wurde dann aber unabhängig von der vorhandenen Infrastruktur als Neubaustrecke ausgeführt. Im April 2006 war dieser Abschnitt zu zwei Dritteln, gegen Ende des Jahres 2007 vollständig fertiggestellt. Im Laufe des Jahres 2007 fanden auf diesem Abschnitt Testfahrten mit zwei angemieteten italienischen FS-ETR-500-Hochgeschwindigkeitszügen statt. Am 13. März 2009 wurde der Abschnitt, dessen Baukosten mit 835 Millionen US-Dollar beziffert werden, regulär in Betrieb genommen.
Der zweite Abschnitt zwischen Istanbul und Eskisehir war 2010 etwa zur Hälfte fertiggestellt. Auf diesem Abschnitt mussten mit 39 Tunneln und 33 Brücken die meisten Ingenieurbauwerke errichtet werden. 2011 wurden die Baukosten für diesen Abschnitt auf 1,32 Milliarden US-Dollar geschätzt. Am 27. Dezember 2013 begannen die Testfahrten auf dem Abschnitt Eskişehir–Istanbul. Bei diesen Testfahrten war auch der türkische Verkehrsminister anwesend.
Die Abschnitte Esenkent–Ankara und Köseköy–Gebze waren die letzten fertiggestellten Abschnitte. Für den Abschnitt Köseköy–Gebze wurden 2011 Kosten von 136 Millionen US-Dollar veranschlagt. Am 25. Juli 2014 wurde die Gesamtstrecke durch den damaligen türkischen Ministerpräsidenten Recep Tayyip Erdoğan feierlich eröffnet. Die Gesamtkosten beliefen sich auf 3 Milliarden Euro.
Da die bestehende Strecke der Anatolischen Eisenbahn die Innenstadt von Eskişehir durchquert und es gravierende Probleme mit den dort vorhandenen Bahnübergängen gibt, war für das Zentrum der Stadt der Bau eines mehr als zwei Kilometer langen Tunnels mit fünf Gleisen vorgesehen: je zwei für den Hochgeschwindigkeitsverkehr und den konventionellen Personenverkehr sowie ein Gleis für den Güterverkehr. Letztendlich umgesetzt wurde ein kürzerer Tunnel mit drei Gleisen. Dafür fielen die weiteren höhengleichen Übergänge weg.

### Betrieb
Seit dem 13. März 2009 befindet sich der erste Abschnitt der Hochgeschwindigkeitsstrecke zwischen Esenkent und Eskişehir in Betrieb. Der Abschnitt der Strecke gilt damit als erste Hochgeschwindigkeitsstrecke der Türkei. Von Ankara bis Esenkent nutzten die Züge die Bestandsstrecke, Reisende nach Istanbul mussten in Eskişehir umsteigen. Der Zeitgewinn durch die Eröffnung des ersten Abschnitts betrug eine Stunde. In der Zeit vom 13. März 2009 bis zum 11. März 2010 beförderten die TCDD hier mit 4500 Fahrten 1 250 000 Reisende. Seit dem 25. Juli 2014 ist die Strecke vollständig in Betrieb; die Züge fahren durchgehend zwischen Ankara und Istanbul. Die Fahrzeit beträgt nun nach Fahrplan ca. vier statt der bisherigen mehr als sechs Stunden.

### Ausblick
Eine 460 km lange Verlängerung der Strecke von Ankara nach Sivas im Osten, die Hochgeschwindigkeitsstrecke Ankara–Sivas, befindet sich im Testbetrieb; ihre Inbetriebnahme war für Mitte 2020 vorgesehen.
In Istanbul endet die Strecke nun im Stadtteil Kadiköy, wo Anschluss an die S-Bahn Istanbul besteht. Eine Weiterführung der Strecke nach Westen durch eine Anbindung an das Marmaray-Projekt, einem bereits in Betrieb befindlichen Tunnel unter dem Bosporus, war für das erste Quartal 2019 geplant. Die Umsetzung dieses Ausbaus ist jedoch ungewiss.

## Fahrzeuge
Die TCDD hat für den Hochgeschwindigkeitsverkehr bisher zwölf Triebzüge von CAF in Spanien angeschafft und führt sie als Baureihe HT65000. Die Züge wurden auf der Schiene von Spanien bis in die Türkei überführt. Jede Einheit verfügt über eine „Business Class“ mit 55 Sitzen in der Sitzanordnung 2+1 und 354 Sitze in der „Ersten Klasse“ in der Sitzanordnung 2+2. Der Buffetbereich der Triebzüge weist acht Sitze auf, die Türen sind immer in der Wagenmitte angeordnet. Die Triebzüge können auch in Doppeltraktion eingesetzt werden.
Im Juni 2013 wurde bekannt, dass Siemens sieben Hochgeschwindigkeitszüge vom Typ Velaro in die Türkei liefert. Der Auftrag mit einem Wert von 285 Millionen Euro umfasste auch die Wartung für sieben Jahre. Die Züge werden in der Türkei als Baureihe HT80000 geführt. 2018 bestellte die türkische Staatsbahn bei Siemens zehn weitere Hochgeschwindigkeitszüge, womit die Velaro-Flotte  auf 17 Züge wächst. Der Auftragswert beträgt rund 340 Mio. Eur, einschließlich der Wartung über drei Jahre.
Als Zugbeeinflussung kommt ETCS Level 1 zum Einsatz. Im 212 km langen Streckenabschnitt Ankara–Konya wird auch ETCS Level 2 installiert. Auf dem im Dezember 2010 fertiggestellten Streckenabschnitt erfolgten unter ETCS Level 1 bislang nur Testfahrten mit maximal 120 km/h (Stand: 2011). Künftig sind hier 250 km/h zugelassen.

## Galerie

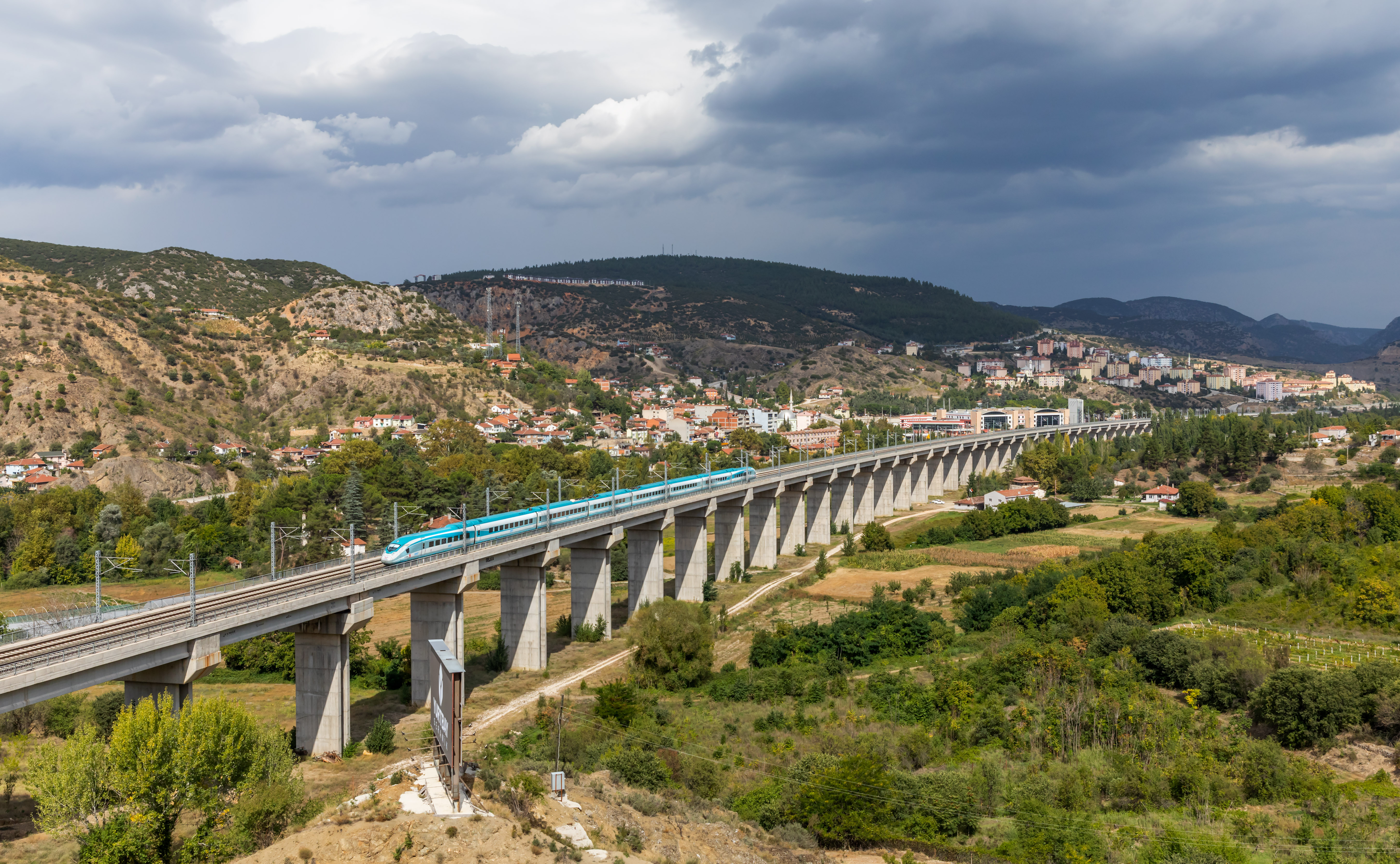
Zug der Bauart HT80000 bei Bilecik
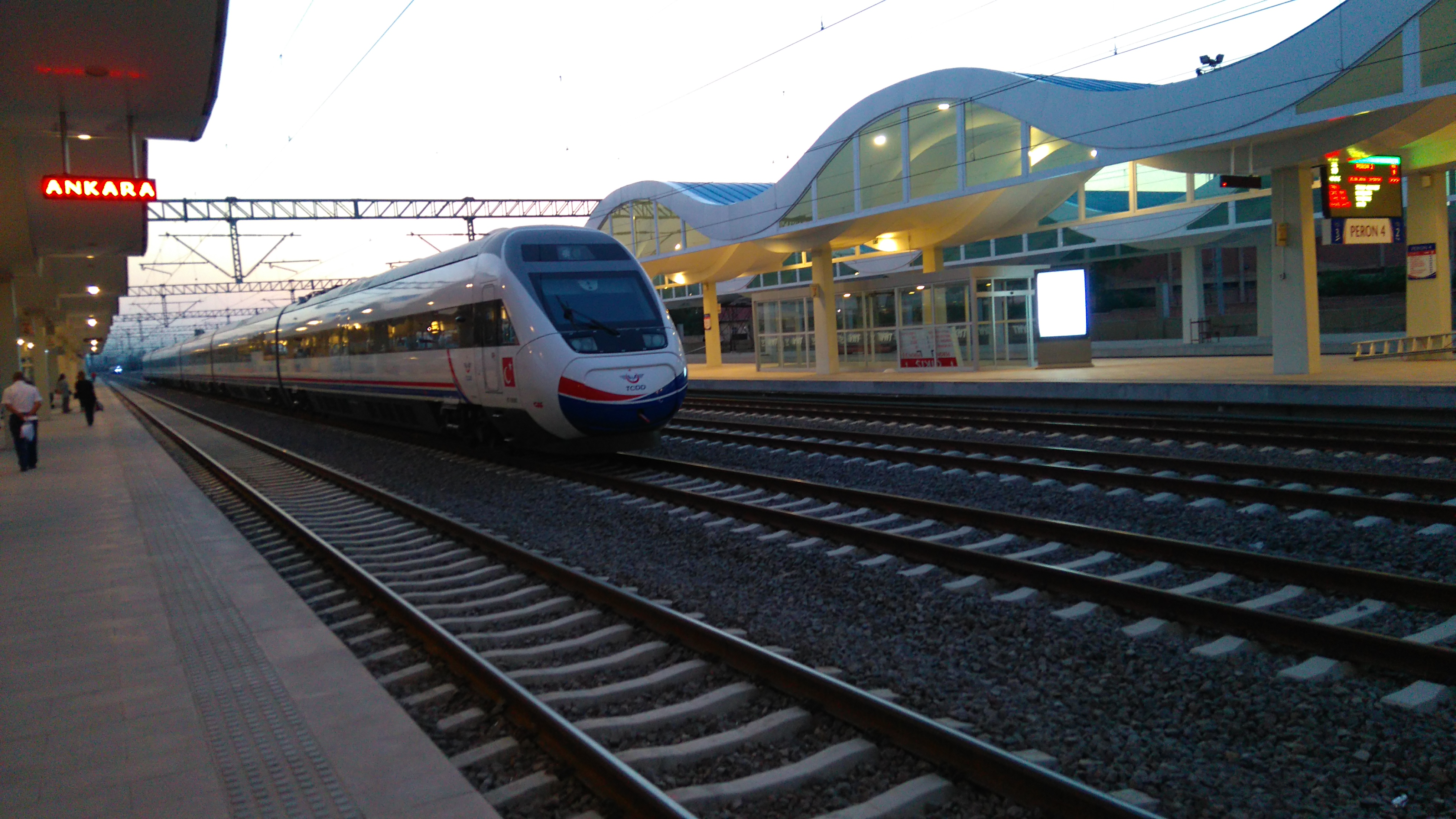
Zug der Bauart HT65000 in Eskişehir
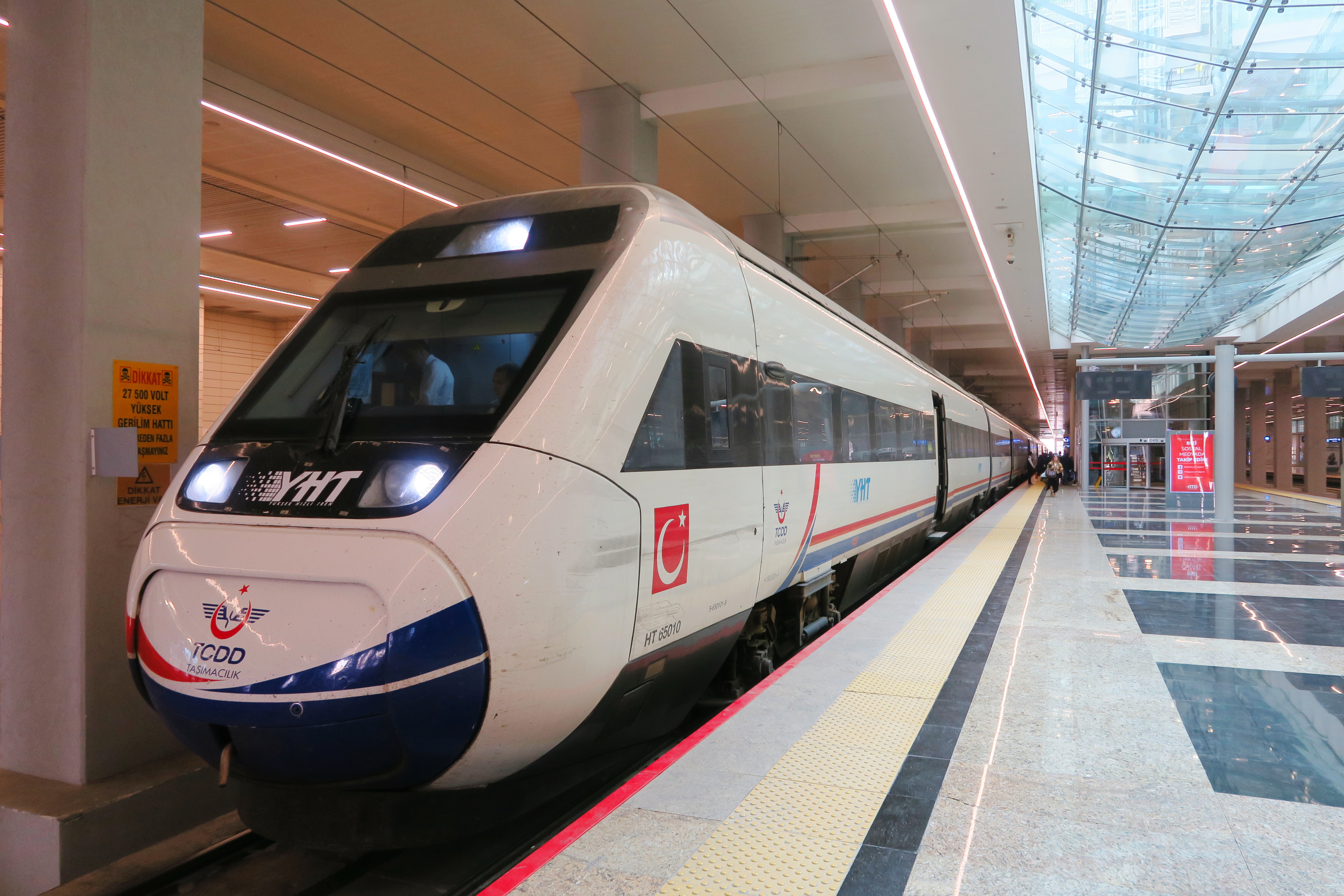
Zug der Baureihe HT65000 im Bahnhof von Ankara
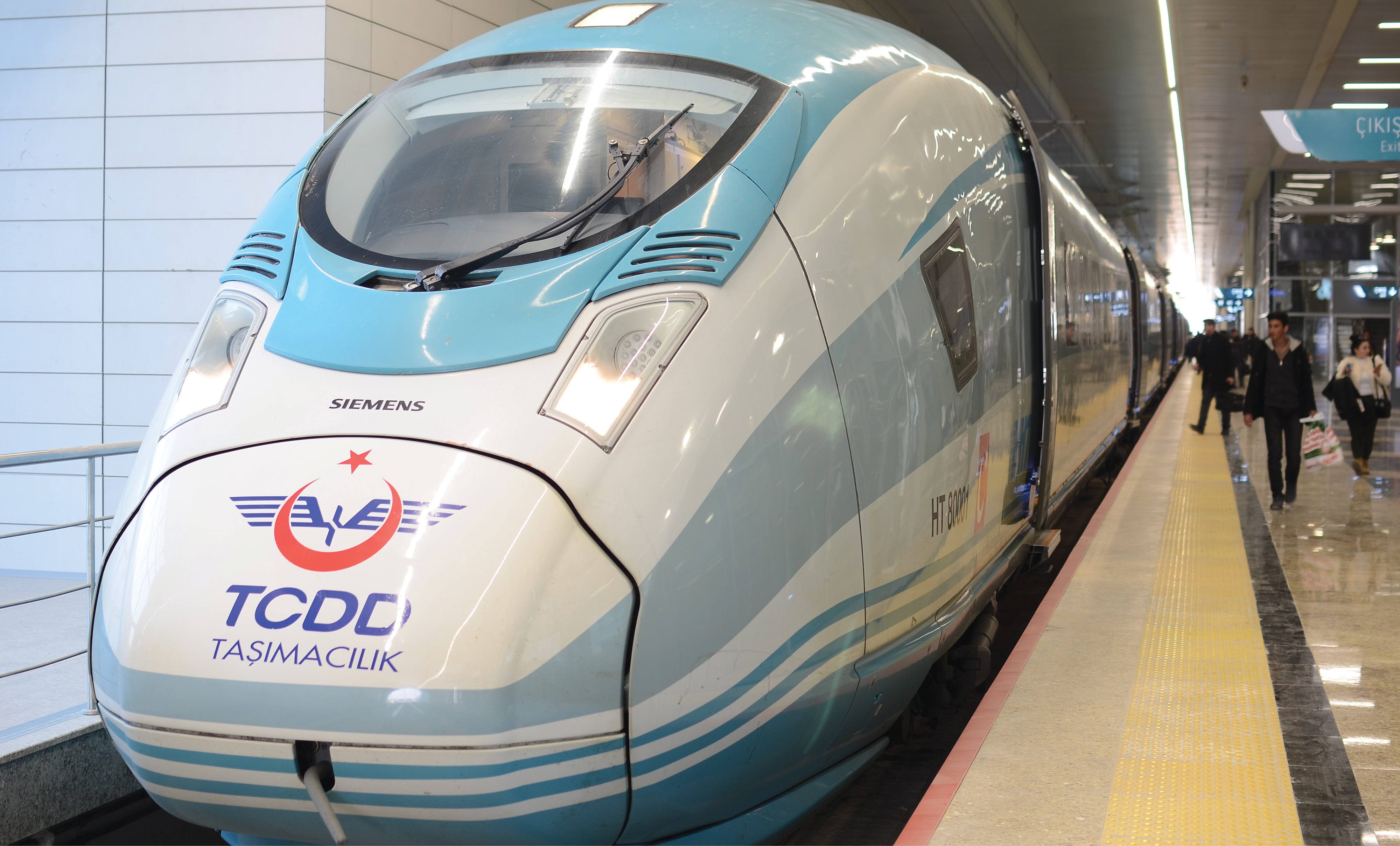
Zug der Baureihe HT80000 (Siemens Velaro D / Velaro TR) im Bahnhof von Ankara